# Chemische affiniteit
Affiniteit in een (bio)chemische context betekent de kracht waarmee twee macromoleculen of kleinere moleculen en een macromolecuul aan elkaar koppelen. Dit gebeurt alleen door middel van een niet-covalente interactie, zoals door waterstofbruggen, hydrofobe kracht en interactie tussen ionen.
Voorbeelden zijn de interactie tussen een enzym en het substraat ervan of tussen een receptor en het ligand ervan.
In de chemische thermodynamica is de affiniteit {\displaystyle A} een wat in onbruik geraakte term voor de drijvende kracht van een chemische reactie. De affiniteit werd door Théophile De Donder afgeleid uit de tweede hoofdwet, en is het tegengestelde van wat gekend is als de reactiegibbsenergie.
{\displaystyle A=-\Delta _{r}G}